# Famille de Potesta
Pour les articles homonymes, voir Potesta et Waleffe.
La famille de Potesta et de Potesta de Waleffe (olim Potesta) est une famille de la noblesse belge dont les origines se situent à Malmedy au XVe siècle. La filiation remonte au XVIe siècle.
Admission dans la noblesse en 1816.
Concession du titre de baron transmissible par ordre de primogéniture masculine en 1822.
Adjonction du surnom Waleffe dans un acte de mariage en 1823.[réf. nécessaire]
Ses armes sont d'azur au chevron d'or accompagné de trois étoiles à six rais du même.[réf. nécessaire]

## Personnalités
- Jean-Louis-René de Potesta, seigneur de Mostombes, Montigny et Bomrée, et capitaine de dragons au service de la France (sous les ordres du maréchal de Schonberg).  Son fils suit.
- Joseph de Potesta de Waleffe (1773-1851), homme politique belge.

## Alliances
- XVIIe siècle : Massillon, Gal, de Beeckman, de Leau[2], de Herstal[1].
- XVIIIe siècle : de Herstal, de Flaveau de la Raudière[1], de Rosen de Haren[1], de Dhaem[3].
- XIXe siècle : de Bonhomme d'Haversin[1], de Bex[1], de Laminne (2x), de Meeûs (2x), de Jacquier de Rosée, de Potesta, Delheid Paludé, de Macar, Mincé du Fontbaré, de la Barre d'Erquelinnes, de Theux de Meylandt et Montjardin, de Geradon, de Villenfagne de Vogelsanck[1], de Marches de Guirches[1], de Travers[1].
- XXe siècle : de Meeûs d'Argenteuil (2x), de Thier, Iweins d'Eeckhoutte, de Villenfagne de Vogelsanck (2x), de Bassompierre, de Gaiffier d'Hestroy, de Thomaz de Bossière, de Selys Longchamps, Ferretti di Castelferretto, de Timary van den Berghe de Binckum, t'Serstevens, de Terwangne, Gericke d'Herwynen, Piers de Raveschoot, de Tornaco, d'Anethan, van der Stegen de Schrieck, de Hohenberg (de Habsbourg), de Rodellec du Porzic.
- XXIe siècle : Terlinden, Fernández de Córdova.